# Canon Type 89 de 15 cm
Le canon Type 89 de 15 cm (八九式十五糎加農砲, Hachikyū-shiki jūgo-senchi kanōhō) était l'arme principale des unités d'artillerie lourde de l'Armée impériale japonaise.

## Terminologie
La désignation « Type 89 » correspond à l'année 2589 du calendrier japonais (1929), année de son adoption. Il a été largement utilisé depuis l'incident de Mandchourie jusqu'à la fin de la Seconde Guerre mondiale, notamment lors des batailles de Nomonhan, de Bataan, de l'île de Corregidor et d'Okinawa. Comparable au Canon de 155 mm GPF, il était toutefois moins performant que certaines pièces d'artillerie lourde d'autres nations pendant la guerre. Malgré ses limitations, le Type 89 était plus facile à transporter et à déployer que d'autres pièces d'artillerie lourde japonaises.

## Conception
Le canon Type 89 possédait un affût à flèche divisée avec des bêches détachables et un affût à un seul essieu. La manivelle de direction et l'échelle de pointage étaient situées sur le côté gauche de l'affût, tandis que l'échelle d'élévation, le tambour de portée et la lunette de visée se trouvaient sur le côté droit. Il tirait un obus considérablement plus lourd que celui utilisé dans l'obusier de 150 mm.
Le canon était équipé d'un système de recul hydro-pneumatique variable et d'une culasse à vis interrompue avec une tête en forme de champignon et des filetages de type contrefort. Deux types d'équilibreurs ont été observés : l'un à ressort et l'autre de type hydro-ressort.
Pour le transport, le canon était démonté en deux charges : le canon et l'affût, chacun étant tracté par un tracteur Type 92 de 8 tonnes. Le canon était transporté sur une remorque spécifique. 

## Historique opérationnel
Le Type 89 a été utilisé lors de l'incident de Nomonhan. Selon des sources japonaises, le Type 89 a été utilisé pendant la bataille de Singapour, où des obus de 15 cm Type 89 impactant près du Sri Temasek ont convaincu l'épouse du général Arthur Percival de lui demander de penser à se rendre. Des canons de Type 89 de 15 cm auraient également été utilisés lors de l'invasion des Philippines et de Hong Kong. Aucun exemplaire de cette arme n'a été capturé avant 1944.

## Galerie

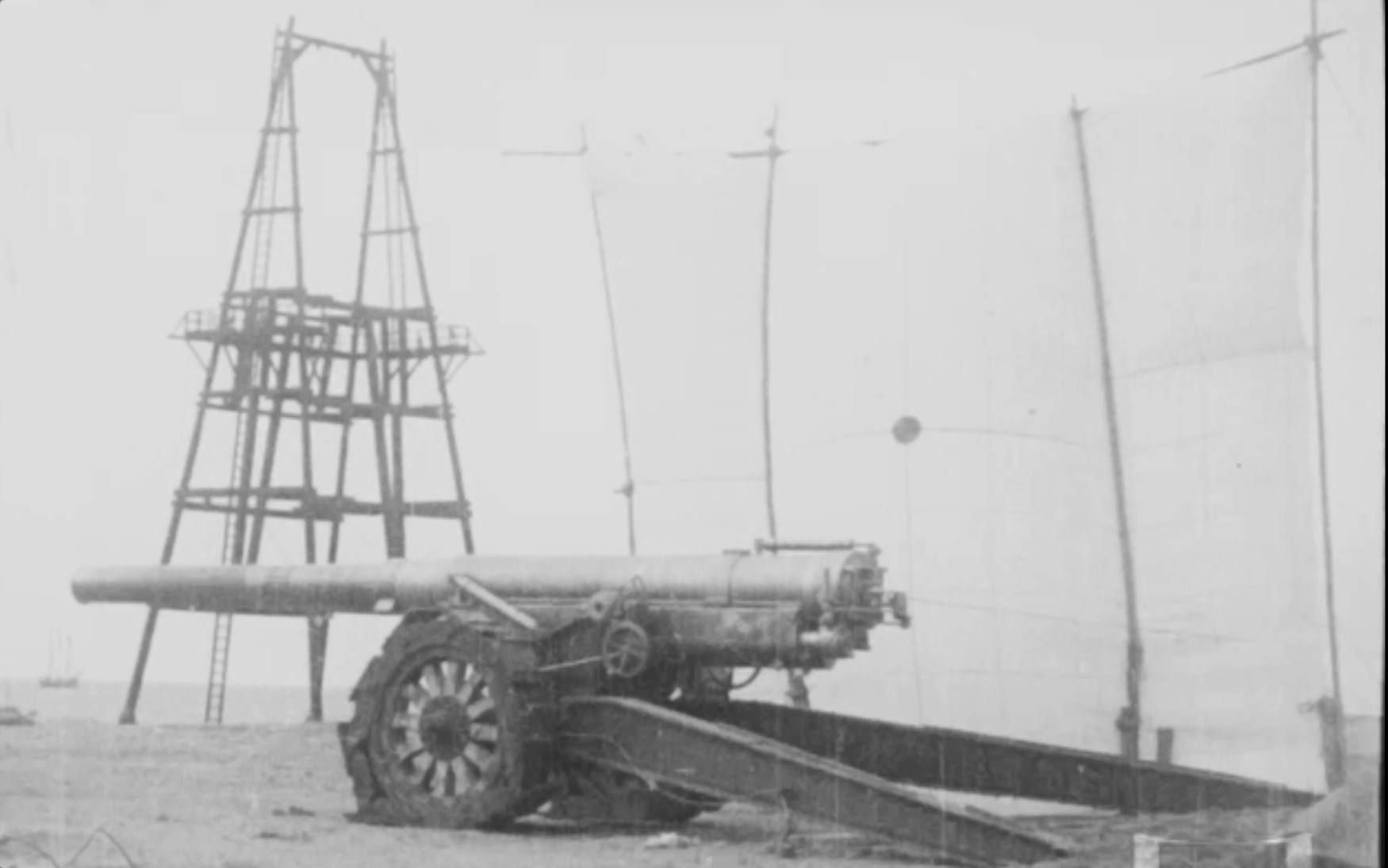
Premier prototype lors d'un tir d'essai en 1924
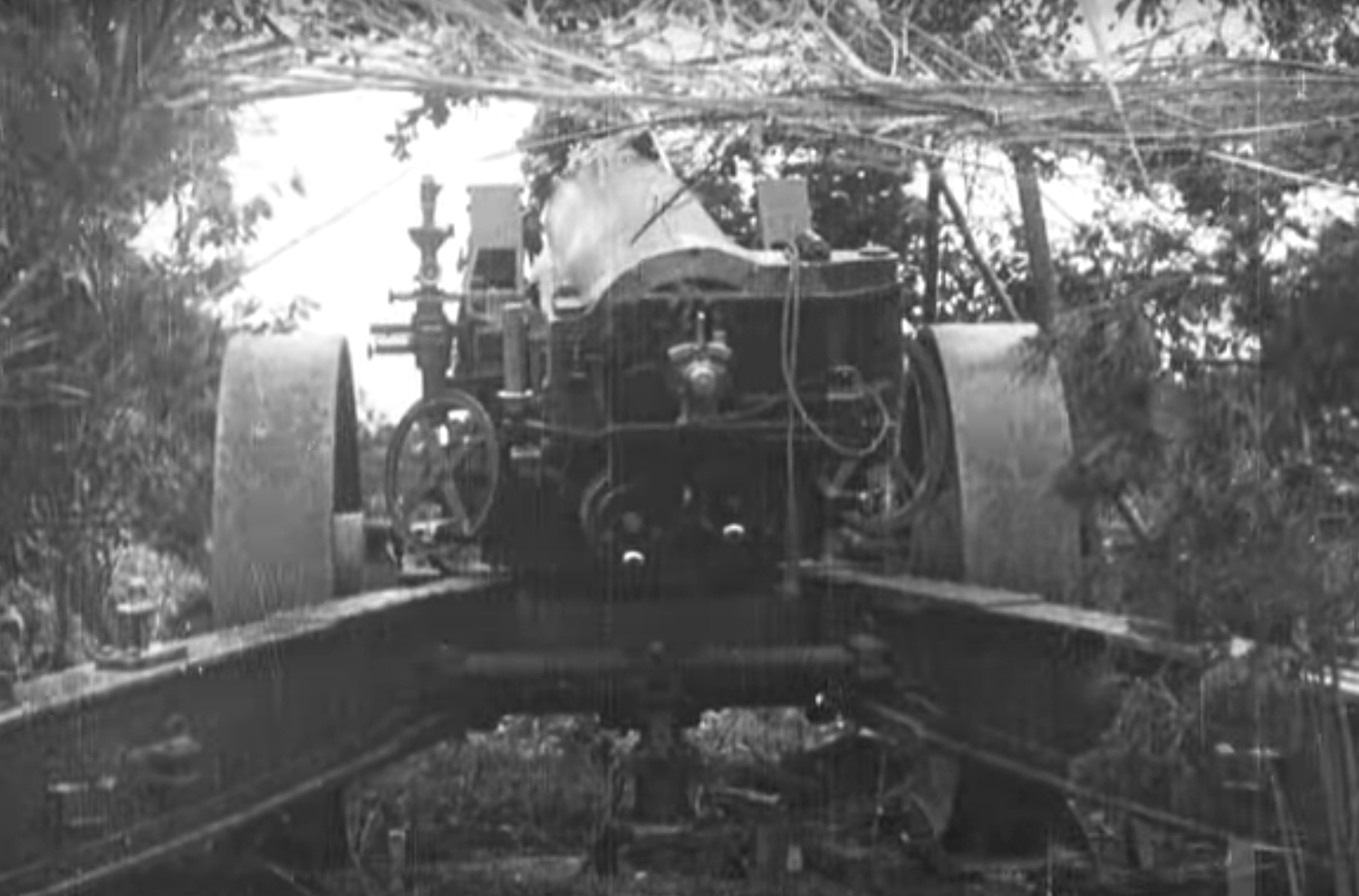
Vue arrière d'un canon Type 89 de 15 cm lors d'un exercice en 1934